# Donkey Kong Jr. Math
Donkey Kong Jr. Math is een edutainment-computerspel van Nintendo waarin spelers wiskundige problemen moeten oplossen om te winnen. Het werd in Japan uitgebracht in 1983 voor de Family Computer, in Amerika bij de lancering van de NES in 1986, en in Europa ook in 1986. Het is het enige spel in de 'Education Series' van NES-spellen in Amerika. Donkey Kong Jr. Math is speelbaar in Animal Crossing. Het spel is heruitgegeven voor de Virtual Console van de Wii in 2007, en voor die van de Wii U in 2014.

## Gameplay
Het spel bevat een één- en tweespelermodus. In de eerste modus is het doel om antwoord te geven op wiskundige vragen om punten te verdienen. Deze vragen zijn optel-, aftrek-,vermenigvuldig- en deelvragen. In de tweespelermodus besturen twee spelers twee personages die zo snel mogelijk sommen moeten maken om bij het getal uit te komen die Donkey Kong vasthoudt. Het bevat gameplay die lijkt op Donkey Kong Jr.; spelers klimmen op wijnstokken om op hogere plaatsen te komen om de nummers te pakken, die verspreid liggen over het gebied. Het tweespelerspel bevat twee verschillende levels, Calculate A en Calculate B. De laatstgenoemde is uitdagender: Donkey Kong kan negatieve getallen vragen en de absolute waardes van de getallen zitten in de honderdtallen, in plaats van in de tientallen.

## Ontvangst
Donkey Kong Jr. Math is over het algemeen slecht ontvangen en werd ondermaats verkocht. De gemiddelde score van GameRankings is 32%, gebaseerd op vijf recensies. Het was het slechtst verkochte lanceerspel voor de NES. Nintendo-woordvoerder Tom Sarris zei dat het "niet een grote hit" was, en dat niemand echt enthousiast voor het spel was. Als het spel beter werd ontvangen, zouden er, volgens hem, meer educatieve spellen voor de NES zijn uitgebracht. Auteur Andy Slaven, voor de Video Game Bible, bekritiseerde het uitgangspunt, en bespotte Nintendo voor het combineren van een goed gewaardeerde serie met wiskunde, wat over het algemeen niet als leuk wordt ervaren bij kinderen. Ook Inside Higher Ed's David Epstein en 1UP.com's Bob Mackey waren niet erg te spreken over dit spel, die laatstgenoemde benoemde als het slechtste lanceerspel voor de NES.